# Curimopsis ehimensis
Curimopsis ehimensis là một loài bọ cánh cứng trong họ Byrrhidae. Loài này được Kitano & Sakai miêu tả khoa học năm 2006.